# Плешево
Плешево — деревня в Старопольском сельском поселении Сланцевского района Ленинградской области.

## История
Впервые упоминается в писцовых книгах Шелонской пятины 1498 года, как деревня Пелеш на Манюше (деревня Плешево на реке Долгой) в Сумерском погосте Новгородского уезда.
Затем деревня Плешева упоминается на карте Санкт-Петербургской губернии Ф. Ф. Шуберта 1834 года.

ПЛЕШЕВО — деревня принадлежит ведомству Павловского городового правления, число жителей по ревизии: 50 м. п., 59 ж. п. (1838 год)

Деревня Плешева отмечена на карте профессора С. С. Куторги 1852 года.

ПЛЕШЕВА — деревня Павловского городового правления, по просёлочной дороге, число дворов — 14, число душ — 50 м. п. (1856 год)

ПЛЕШЕВО — деревня Павловского городового правления при речке Долгой, число дворов — 15, число жителей: 52 м. п., 53 ж. п. (1862 год) 

В XIX — начале XX века деревня административно относилась к Константиновской волости 1-го земского участка 1-го стана Гдовского уезда Санкт-Петербургской губернии.
Согласно Памятной книжке Санкт-Петербургской губернии 1905 года деревня образовывала Плешевское сельское общество.
До марта 1917 года деревня находилась в составе Константиновской волости Гдовского уезда.
С марта 1917 года, в составе Куроплешевского сельсовета Доложской волости.
- Деревня Плешево на карте 1919 года

Согласно карте Петроградской и Эстляндской губерний издания 1919 года деревня называлась Плешева.
С февраля 1924 года, в составе Кологривского сельсовета Старопольской волости.
С февраля 1927 года, в составе Ложголовской волости Кингисеппского уезда.
С августа 1927 года, в составе Осьминского района.
С ноября 1928 года, в составе Рудненского района. В 1928 году население деревни составляло 193 человека.
По данным 1933 года деревня Плешево входила в состав Кологривского сельсовета Рудненского района. С августа 1933 года, вновь в составе Осьминского района.
С 1 августа 1941 года по 31 января 1944 года, германская оккупация.
С 1961 года, в составе Старопольского сельсовета Сланцевского района.
С 1963 года, в составе Кингисеппского района.
По состоянию на 1 августа 1965 года деревня Плешево входила в состав Старопольского сельсовета Кингисеппского района. С ноября 1965 года, вновь в составе Сланцевского района. В 1965 году население деревни составляло 37 человек.
По данным 1973 и 1990 годов деревня Плешево входила в состав Старопольского сельсовета.
В 1997 году в деревне Плешево Старопольской волости проживали 8 человек, в 2002 году — 10 человек (все русские).
В 2007 году в деревне Плешево Старопольского СП проживали 4 человека, в 2010 году — 7 человек.

## География
Деревня расположена в юго-восточной части района на автодороге 41К-188 (Гостицы — Большая Пустомержа).
Расстояние до административного центра поселения — 6 км.
Расстояние до ближайшей железнодорожной станции Веймарн — 57 км.
К северу от деревни протекает Жаденский ручей, к востоку — расположено озеро Жаденка.

## Демография
| 1862 | 2007 | 2010 | 2017 |
| ---- | ---- | ---- | ---- |
| 105  | ↘4   | ↗7   | ↗8   |